# (56) Mélete
(56) Mélete es un asteroide perteneciente al cinturón de asteroides descubierto por Hermann Goldschmidt desde París, Francia, el 9 de septiembre de 1857. Está nombrado por Meletea, un personaje de la mitología griega.

## Características orbitales
Mélete orbita a una distancia media de 2,599 ua del Sol, pudiendo acercarse hasta 1,983 ua y alejarse hasta 3,214 ua. Su excentricidad es 0,237 y la inclinación orbital 8,074°. Emplea 1530 días en completar una órbita alrededor del Sol.